# Peppe Femling
Peppe Femling (Gävle, 24 de marzo de 1992) es un deportista sueco que compite en biatlón.
Participó en dos Juegos Olímpicos de Invierno, obteniendo una medalla de oro en Pyeongchang 2018, en el relevo masculino, y el quinto lugar en Pekín 2022, en la misma prueba.
Ganó dos medallas en el Campeonato Mundial de Biatlón, en los años 2021 y 2023, ambas en la prueba por relevos.

## Palmarés internacional
| Juegos Olímpicos   | Juegos Olímpicos            | Juegos Olímpicos  | Juegos Olímpicos |
| Año                | Lugar                       | Medalla           | Prueba           |
| ------------------ | --------------------------- | ----------------- | ---------------- |
| 2018               | Pyeongchang (Corea del Sur) | Medalla de oro    | Relevo           |
| Campeonato Mundial |                             |                   |                  |
| Año                | Lugar                       | Medalla           | Prueba           |
| 2021               | Pokljuka (Eslovenia)        | Medalla de plata  | Relevo           |
| 2023               | Oberhof (Alemania)          | Medalla de bronce | Relevo           |